# Klaus Bretschneider
 Klaus Bretschneider  (4 mai 1920 - 24 décembre 1944), est un pilote de chasse allemand qui combattit durant la Seconde Guerre mondiale.

## Biographie
Le Leutnant Klaus Bretschneider commence sa carrière opérationnelle à la JG 300, la toute première escadre Wilde Sau. Affecté au II./JG 300, il est l'un des huit officiers de ce Gruppe qui opère alors sur FW 190. Dans la nuit du 27 au 28 août 1943, Bretschneider descendit son premier bombardier anglais auquel participa aussi la Flak ; ce succès lui sera cependant pleinement accordé. À la fin de l'année, l'officier se targuait de 7 bombardiers descendus, le double au 23 avril 1944, après quoi, la JG 300 délaissa la chasse de nuit sur monomoteur pour intégrer la défense du Reich sous ordre de Goering. Bretschneider aura été entre-temps l'un de ceux qui testèrent le radar Neptun composé d'antennes parsemant le FW 190, affublant ce chasseur ainsi équipé du doux surnom de « porc-épic ». Par ailleurs, l'as effectua un atterrissage forcé dans un champ et effaça son train lors d'un autre posé.
Le 13 juin 1944, le Leutnant Bretschneider déclara une victoire « probable » sur un B-24, son premier adversaire diurne. Du 20 au 29 juin, les Américains se lancèrent dans une série de raids stratégiques donnant du mordant à la JG 300 ; Bretschneider pour sa part descendit un B-17, un P-51 et deux autres B-24, même si tous ces tirs ne purent être officiellement confirmés. À ce stade cependant, l'expérience de Bretschneider fait de lui un leader naturel pour mener les assauts de tout le II./JG 300 malgré son grade. En juillet, l'as revendiqua deux chasseurs et trois quadrimoteurs (la plupart homologués) et endommagea un autre, menant conjointement avec l'Oberleutnant Ernst-Erich Hirschfeld (un autre grand as du Gruppe, tué le 28) des dizaines d'appareils attaquer les formations ennemies. Durant cette période, Bretschneider passa par le Stab JG 300 avant de devenir définitivement Staffelkapitän de la 5./JG 300, ou plutôt 5.(Sturm)/JG 300, car le II. Gruppe s'était entre-temps spécialisé comme groupe d'assaut ou Sturmgruppe.
Toujours prolifique, Bretschneider incendia le 22 août deux B-17 à distance de 300 m en usant d'un nouveau viseur gyroscopique expérimental EZ 40. Gêné par les chasseurs US, il ne put toutefois en revendiquer qu'un seul. Le surlendemain, ce dispositif lui permit de faire mouche cette fois à 400 m sous un angle de 20° avec une précision chirurgicale, une réussite enregistrée par sa cinémitrailleuse dont le film servira pour l'instruction. Malgré ces succès, les combats contre l'escorte de chasse — en particulier contre les Mustang — sont très épuisants et meurtriers, tous comme les tirs défensifs des bombardiers. En bon meneur, Bretschneider n'hésitait pas d'ordonner de rompre le combat afin d'éviter des pertes humaines inutiles. Mais, lorsque les conditions étaient réunies, les Sturmböcke taillaient en pièces les formations de quadrimoteurs. Le 7 octobre, l'as descendit un B-17 en collaboration, en endommagea un second, avant de percuter un troisième après enrayement de ses canons, il put néanmoins se poser, aile endommagée.
Le 18 novembre, le Leutnant Bretschneider arborait la Croix de Chevalier, comptabilisant 31 victoires, (dont 14 de nuit). Moins d'un mois plus tard, il descendait un B-24, en fait son dernier. Le 24 décembre 1944 veille de Noël, le promu Oberleutnant  Klaus Bretschneider emmena quelque 130 appareils de la JG 300 se cogner à plus de 2 000 bombardiers accompagnés de quelque 850 chasseurs d'escorte. 25 Bf 109 et FW 190 ne rentreront pas, parmi eux le A-8 « 1 rouge » de Bretschneider qui percuta le sol, tuant son pilote. Apprécié autant pour ses qualités humaines que ses talents de pilote, celui qui mena plus d'une fois son Gruppe — voir l'escadre entière — périt à 24 ans après avoir fait mouche une quarantaine de fois, pour 34 victoires comptabilisées de jour comme de nuit.   